# Hans-Dietrich Maronde
Hans-Dietrich Maronde (* 27. September 1934; † 13. Februar 2016) war ein deutscher Geologe.
Maronde war nach dem Abitur zunächst zwei Jahre Feldlaborant (Sampler) für die Firma Deilmann in Bad Bentheim. Ab 1957 studierte er Geologie an der Universität Köln und ab 1960 an der Universität Göttingen, wo er 1963 sein Diplom machte (Zur Geologie im Nordwesten von Bad Lauterberg) und 1968 bei Erich Bederke promoviert wurde (Geologische Untersuchungen im Grenzbereich Silur-Devon des Südwest-Harzes). Danach war er für die Bundesanstalt für Bodenforschung in Thailand tätig. Er war seit 1972 bei der Deutschen Forschungsgemeinschaft und dort zunächst ab 1977 unter Franz Goerlich Fachreferent für den Bereich Geowissenschaften 2 mit Dienststelle in Bonn. Dabei war er an verschiedenen geowissenschaftlichen Großprojekten maßgeblich beteiligt wie dem  Kontinentalen Tiefbohrprogramm der Bundesrepublik Deutschland (KTB), dem Ocean Drilling Program, dem International Continental Scientific Drilling Program (ICDP) und Europrobe, wo er 1992 bis 1999 dem Management Committee vorstand. 1999 ging er in den Ruhestand.
1999 erhielt er die Abraham-Gottlob-Werner-Medaille der Deutschen Mineralogischen Gesellschaft. Im Jahr 2000 folgte die Verleihung der Walter-Kertz-Medaille durch die Deutsche Geophysikalische Gesellschaft. 2001 wurde er Ehrenmitglied der Geologischen Vereinigung.  Er war im Beirat der Paläontologischen Gesellschaft, deren Ehrenmitglied er wurde, und 2000 bis 2005 im Verwaltungsrat der Senckenbergischen Naturforschenden Gesellschaft. Von 2002 bis 2007 wirkte er beim Alfred Wegener Institut für Polar- und Meeresforschung als Senior Advisor in EU-Angelegenheiten. Beratend tätig war er auch für die Deutsche Gesellschaft für Mineralöl und Kohle. Hans-Dietrich Maronde verstarb am 13. Februar 2016 an einem Herzinfarkt.